# Żeberko (muzyka)

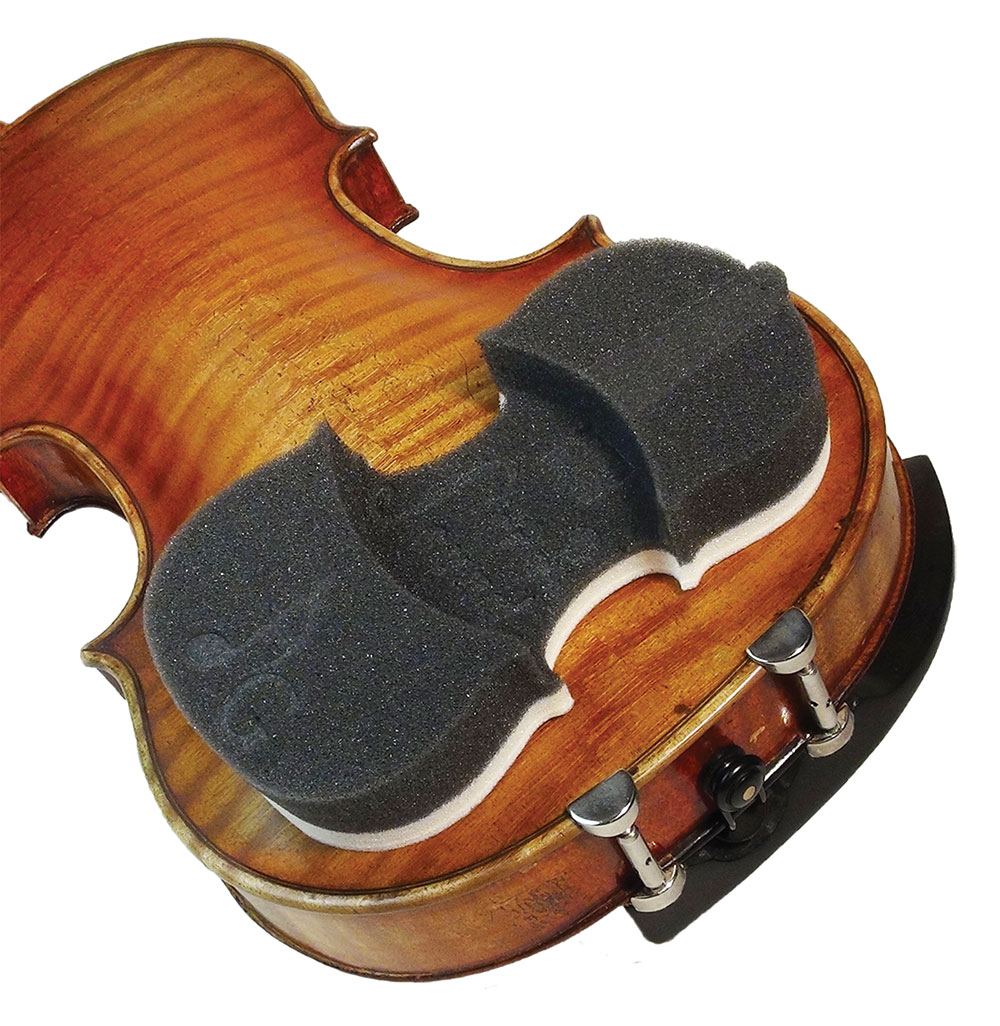
Żeberko z pianki

Żeberko (szyna, podpórka) – stosowany przy skrzypcach i altówkach element dodatkowy, mający na celu zniwelowanie różnicy wysokości pomiędzy boczkami skrzypiec, a długością szyi grającego. Zapobiega wypadaniu instrumentu i ma wpływ na zwiększenie komfortu gry oraz postawę grającego. Żeberko wykonane jest zazwyczaj z drewna, włókna węglowego, metalu, lub tworzyw sztucznych. Montuje się je do skrzypiec za pomocą pokrytych gumą nóżek o regulowanej wysokości.

## Zalety i wady
Od początku toczy się spór o zasadność używania żeberka. Zwolennicy tego rozwiązania przekonują, iż zwiększa ona poczucie komfortu i stabilności skrzypiec podczas gry, dzięki czemu skrzypek swobodnie może koncentrować się na innych elementach wykonawczych. Jako kolejny argument podają oni niebezpieczne dla zdrowia podnoszenie lewego ramienia celem lepszego podtrzymania instrumentu w grze bez żeberka. Jest to odruch, który ciężko kontrolować, a który może mieć poważne konsekwencje bólowe oraz zmiany zwyrodnieniowe kręgosłupa.
Zwolennicy gry bez żeberka uważają jednak, iż tłumi ono dźwięk skrzypiec z powodu zmniejszenia ilości drgań płyty dolnej. Wybitny pedagog i skrzypek Leopold Auer uważał, że żeberko może zabierać nawet 1/3 dźwięku skrzypiec. Jednak dzisiejsze badania wskazują na znacznie mniejszy procent absorpcji. Według nich także żeberko wprowadza dodatkową sztywność w obrębie szyi i często to nie żeberko dopasowuje się do ucznia, lecz ucznia do żeberka. Dodatkowym argumentem przeciwników żeberka jest fakt, iż wielu największych skrzypków w historii z niego nie korzystało, jak np. Arthur Grumiaux, Anne-Sophie Mutter, Dawid Ojstrach, Jascha Heifetz, József Szigeti.
Kluczem do osiągnięcia komfortowego i bezpiecznego dla zdrowia ułożenia instrumentu pod brodą jest przede wszystkim indywidualne podejście, które wynika z różnej specyfiki anatomicznej grającego. Grając z żeberkiem należy pamiętać o odpowiednim jego dobraniu, gdyż istnieje wiele sprawdzonych metod, jak np. indywidualne dopasowanie pozycji żeberka, czy sposoby jego wyboru. Należy pamiętać również o różnych kształtach, wielkościach, czy tworzywach, z których jest ono wykonane.
Dla grających bez żeberka ważne jest przede wszystkim odpowiednie dopasowanie podbródka, który powinien pomóc w wygodnym i komfortowym ułożeniu instrumentu w dźwigni pomiędzy ciężarem głowy a lewą ręką.